# Советские микросхемы
Советские микросхемы — микросхемы, разработанные в СССР до 26 декабря 1991 года. Продолжают эксплуатироваться до настоящего времени в различных электронных устройствах, преимущественно промышленного и специального назначения.

## Обозначение

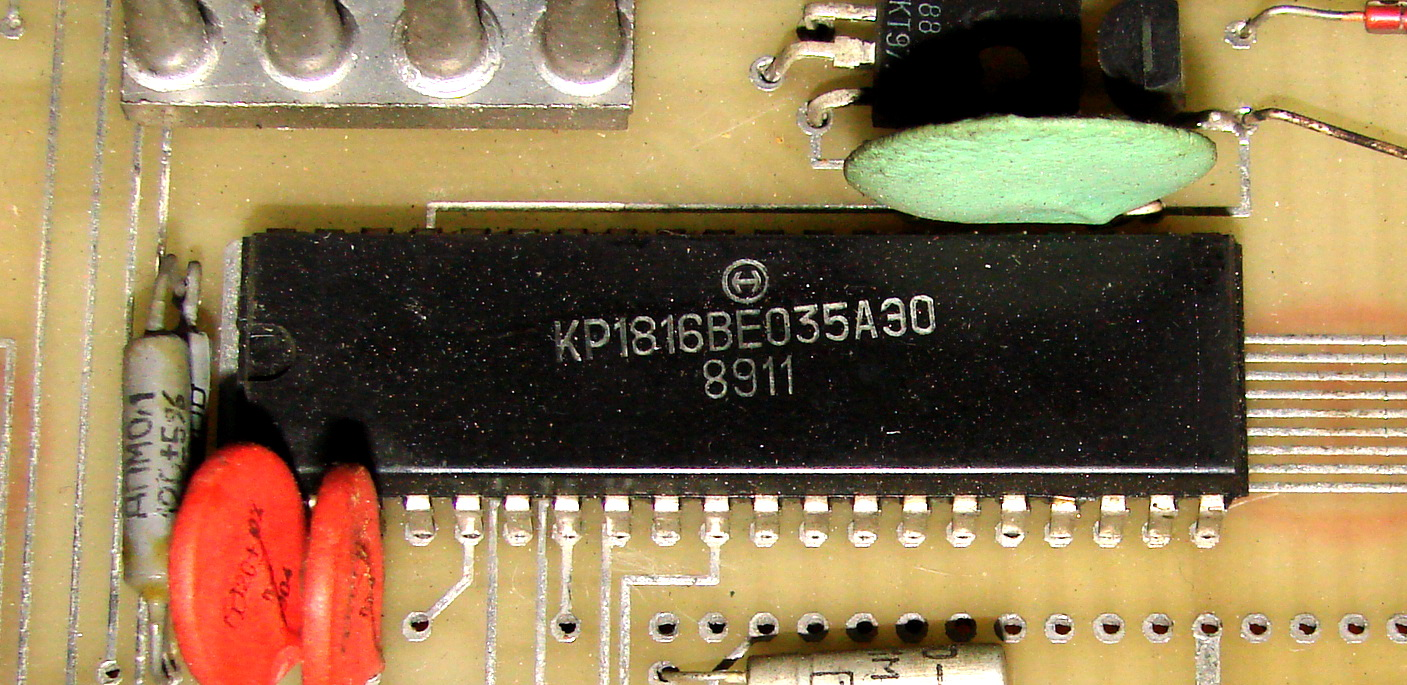
Пример нанесения маркировки на микросхему

Советские (а также российские) интегральные микросхемы (ИМС) обозначаются стандартным кодом, согласно ГОСТ РВ 5901-005-2010 (предыдущие — ОСТ 11 073915-2000, ОСТ 11 073915-80), состоящим из четырех элементов:

Структура обозначения советских микросхем.

Первый элемент состоит из цифры и означает конструктивно-технологическую группу:
- 1,5,6 — обозначают монолитные ИМС
- 2,4,8 — обозначают гибридные ИМС
- 7 — обозначает бескорпусную монолитную ИМС
- 3 — прочие ИМС

Второй элемент состоит из двух цифр, обозначающих порядковый номер разработки.
Третий элемент содержит две буквы русского алфавита, определяющие функциональное назначение ИМС (см. таблицу ниже).
Четвёртый элемент — порядковый номер одноименных по функциональному признаку ИМС в одной серии.
За четвёртым элементом может находиться буква (или цифра через дефис), указывающая деление данного типа ИМС на группы, различные по одному или нескольким параметрам. В первых микросхемах в пластиковых корпусах после четвертого элемента могла ставиться буква «П».
Перед полным условным обозначением ИМС, указывается префикс, состоящий из нескольких букв и совокупно указывающий тип корпуса и сферу применения микросхемы.
Буквенные обозначения:
- Первая буква «К» — микросхема широкого применения (гражданский вариант), отсутствие буквы — специальная (военная) приемка.
- Вторая буква префикса обозначает тип и материал корпуса[2].
  - А — для пластмассового корпуса типа «4»;
  - Б — микросхема в бескорпусном исполнении, при этом после названия микросхемы дополнительно наносятся через дефис цифры, характеризующие модификацию конструктивного исполнения:
    - 1 — с гибкими выводами;
    - 2 — с ленточными выводами;
    - 3 — с жесткими выводами;
    - 4 — на общей пластине (неразделенные);
    - 5 — разделенные без потери ориентировки (например, наклеенные на пленку);
    - 6 — с контактными площадками без выводов (кристалл).

  - Е — для металло-полимерного корпуса типа «2»;
  - И — для керамико-стеклянного корпуса типа «4»;
  - Л — корпус типа "6 (например, 6111.132-3, 132 вывода типа PGA);
  - М — для керамических, металло-керамических и металло-стеклянных корпусов типа «2»;
  - Н — корпус с планарным четырехсторонним расположением выводов;
  - Р — для пластмассовых корпусов типа «2»;
  - Ф — аналог корпуса SO.

- Перед или после названия микросхем могут дополнительно наноситься буквенные обозначения
  - «Э» — обозначает экспортный вариант (шаг выводов 2,54 и 1,27 мм, вместо стандартных метрических 2,5 и 1,25 мм)
  - «О» — встречается крайне редко и может обозначать «опытную» партию.

Примечание. На микросхемах, разработанных до 1974 года, третий элемент (две буквы) стоит сразу после первой цифры серии, при этом буквенные обозначения могут отличаться от принятых по отраслевому стандарту 1980 года.

## Функциональное назначение микросхем
| Обозначение | Функциональное назначение                                                                           |
| А           | Формирователи                                                                                       |
| ----------- | --------------------------------------------------------------------------------------------------- |
| АА          | Формирователь адресных токов                                                                        |
| АГ          | Формирователь импульсов прямоугольной формы                                                         |
| АП          | Прочий формирователь                                                                                |
| АР          | Формирователь разрядных токов                                                                       |
| АФ          | Формирователь импульсов специальной формы                                                           |
| Б           | Схемы задержки                                                                                      |
| БМ          | Пассивная задержка                                                                                  |
| БП          | Прочая задержка                                                                                     |
| БР          | Активная задержка                                                                                   |
| В           | Схемы вычислительных средств                                                                        |
| ВА          | Схема сопряжения с магистралью                                                                      |
| ВБ          | Схема синхронизации                                                                                 |
| ВВ          | Схема управления вводом-выводом (схемы интерфейса)                                                  |
| ВГ          | Контроллеры                                                                                         |
| ВЕ          | Микро-ЭВМ                                                                                           |
| ВЖ          | Специализированная схема                                                                            |
| ВИ          | Схема замедления времени                                                                            |
| ВК          | Комбинированная схема                                                                               |
| ВМ          | Микропроцессор                                                                                      |
| ВН          | Схема управления прерыванием                                                                        |
| ВП          | Прочее вычислительное средство                                                                      |
| ВР          | Функциональный расширитель (в том числе расширитель разрядности данных)                             |
| ВС          | Микропроцессорная секция                                                                            |
| ВТ          | Схема управления памятью                                                                            |
| ВУ          | Схема микропрограммного управления                                                                  |
| ВФ          | Функциональный преобразователь информации                                                           |
| ВХ          | Микрокалькулятор                                                                                    |
| Г           | Генераторы                                                                                          |
| ГС          | Генератор гармонических сигналов                                                                    |
| ГГ          | Генератор прямоугольных сигналов                                                                    |
| ГЛ          | Генератор линейно изменяющихся сигналов                                                             |
| ГФ          | Генератор сигналов специальной формы                                                                |
| ГМ          | Генератор шума                                                                                      |
| ГП          | Прочий генератор                                                                                    |
| Д           | Детекторы                                                                                           |
| ДА          | Амплитудный детектор                                                                                |
| ДИ          | Импульсный детектор                                                                                 |
| ДП          | Прочий детектор                                                                                     |
| ДС          | Частотный детектор                                                                                  |
| ДФ          | Фазовый детектор                                                                                    |
| Е           | Источники вторичного питания                                                                        |
| ЕВ          | Выпрямитель                                                                                         |
| ЕК          | Импульсный стабилизатор напряжения                                                                  |
| ЕМ          | Преобразователь                                                                                     |
| ЕН          | Линейный стабилизатор напряжения                                                                    |
| ЕП          | Прочий источник                                                                                     |
| ЕС          | Система источников вторичного питания                                                               |
| ЕТ          | Стабилизатор тока                                                                                   |
| ЕУ          | Схема управления импульсным преобразователем                                                        |
| И           | Цифровое устройство                                                                                 |
| ИА          | Арифметическо-логическое устройство                                                                 |
| ИВ          | Шифратор                                                                                            |
| ИД          | Дешифратор                                                                                          |
| ИЕ          | Счетчик                                                                                             |
| ИК          | Комбинированное цифровое устройство                                                                 |
| ИЛ          | Полусумматор                                                                                        |
| ИМ          | Сумматор                                                                                            |
| ИП          | Прочее цифровое устройство                                                                          |
| ИР          | Регистр                                                                                             |
| К           | Коммутаторы и ключи                                                                                 |
| КН          | Коммутатор напряжения                                                                               |
| КП          | Прочий коммутатор                                                                                   |
| КТ          | Коммутатор тока                                                                                     |
| Л           | Логические элементы                                                                                 |
| ЛА          | Элемент И-НЕ                                                                                        |
| ЛБ          | Элемент И-НЕ/ИЛИ-НЕ                                                                                 |
| ЛЕ          | Элемент ИЛИ-НЕ                                                                                      |
| ЛИ          | Элемент И                                                                                           |
| ЛК          | Элемент И-ИЛИ-НЕ/И-ИЛИ                                                                              |
| ЛЛ          | Элемент ИЛИ                                                                                         |
| ЛМ          | Элемент ИЛИ-НЕ/ИЛИ                                                                                  |
| ЛН          | Элемент НЕ                                                                                          |
| ЛР          | Элемент И-ИЛИ-НЕ                                                                                    |
| ЛС          | Элемент И-ИЛИ                                                                                       |
| М           | Модуляторы                                                                                          |
| МА          | Амплитудный модулятор                                                                               |
| МИ          | Импульсный модулятор                                                                                |
| МП          | Прочий модулятор                                                                                    |
| МС          | Частотный модулятор                                                                                 |
| МФ          | Фазовый модулятор                                                                                   |
| Н           | Наборы элементов                                                                                    |
| НД          | Диодная сборка                                                                                      |
| НЕ          | Конденсаторная сборка                                                                               |
| НК          | Комбинированная сборка                                                                              |
| НП          | Прочий набор элементов                                                                              |
| НР          | Резисторная сборка                                                                                  |
| НТ          | Транзисторная сборка                                                                                |
| НФ          | Функциональная сборка (в том числе матрицы резисторов типа R-2R)                                    |
| П           | Преобразователи сигналов                                                                            |
| ПА          | Цифро-аналоговый преобразователь                                                                    |
| ПВ          | Аналого-цифровой преобразователь                                                                    |
| ПД          | Преобразователь длительности                                                                        |
| ПЕ          | Аналоговый умножитель частоты                                                                       |
| ПК          | Аналоговый делитель частоты                                                                         |
| ПЛ          | Синтезатор частот                                                                                   |
| ПМ          | Преобразователь мощности                                                                            |
| ПН          | Преобразователь напряжения (тока)                                                                   |
| ПП          | Прочий преобразователь сигнала                                                                      |
| ПР          | Преобразователь код-код                                                                             |
| ПС          | Преобразователь частоты (в том числе перемножитель аналоговых сигналов)                             |
| ПУ          | Преобразователь уровня (согласователь)                                                              |
| ПЦ          | Цифровой делитель частоты                                                                           |
| Р           | Запоминающие устройства                                                                             |
| РА          | Ассоциативное запоминающее устройство                                                               |
| РВ          | Матрица постоянных запоминающих устройств                                                           |
| РЕ          | Постоянное запоминающее устройство (масочное)                                                       |
| РМ          | Матрица оперативных запоминающих устройств                                                          |
| РП          | Прочее запоминающее устройство                                                                      |
| РР          | Постоянное запоминающее устройство с возможностью многократного электрического перепрограммирования |
| РТ          | Постоянное запоминающее устройство с возможностью однократного программирования                     |
| РУ          | Оперативное запоминающее устройство (за исключением К581РУ1-3)                                      |
| РФ          | Постоянное запоминающее устройство с ультрафиолетовым стиранием и электрической записью информации  |
| РЦ          | Запоминающее устройство на ЦМД                                                                      |
| С           | Схемы сравнения                                                                                     |
| СА          | Амплитудная схема сравнения                                                                         |
| СВ          | Временная схема сравнения                                                                           |
| СК          | Компаратор напряжения                                                                               |
| СП          | Прочая схема сравнения                                                                              |
| СС          | Частотная схема сравнения                                                                           |
| Т           | Триггеры                                                                                            |
| ТВ          | Универсальный триггер (типа JK)                                                                     |
| ТД          | Динамический триггер                                                                                |
| ТК          | Комбинированный триггер (типов DT, RST т. п.)                                                       |
| ТЛ          | Триггер Шмитта                                                                                      |
| ТМ          | Триггер с задержкой (типа D)                                                                        |
| ТП          | Прочий триггер                                                                                      |
| ТР          | Триггер с раздельным запуском (типа RS)                                                             |
| ТТ          | Счетный триггер (типа T)                                                                            |
| У           | Усилители                                                                                           |
| УВ          | Высокочастотный усилитель                                                                           |
| УД          | Операционный усилитель                                                                              |
| УЕ          | Повторитель                                                                                         |
| УИ          | Усилитель импульсных сигналов                                                                       |
| УК          | Широкополосный усилитель (в том числе видеоусилитель)                                               |
| УЛ          | Усилитель считывания и воспроизведения                                                              |
| УМ          | Усилитель индикации                                                                                 |
| УН          | Низкочастотный усилитель                                                                            |
| УП          | Прочий усилитель                                                                                    |
| УР          | Усилитель промежуточной частоты                                                                     |
| УС          | Дифференциальный усилитель                                                                          |
| УТ          | Усилитель постоянного тока                                                                          |
| Ф           | Фильтры                                                                                             |
| ФВ          | Фильтр верхних частот                                                                               |
| ФЕ          | Полосовой фильтр                                                                                    |
| ФН          | Фильтр нижних частот                                                                                |
| ФП          | Прочий фильтр                                                                                       |
| ФР          | Режекторный фильтр                                                                                  |
| Х           | Многофункциональные схемы                                                                           |
| ХА          | Аналоговая многофункциональная схема                                                                |
| ХК          | Комбинированная многофункциональная схема                                                           |
| ХЛ          | Цифровая многофункциональная схема                                                                  |
| ХП          | Прочая многофункциональная схема                                                                    |
| Ц           | Фоточувствительные схемы с зарядовой связью                                                         |
| ЦЛ          | Линейная фоточувствительная схема                                                                   |
| ЦМ          | Матричная фоточувствительная схема                                                                  |
| ЦП          | Прочая фоточувствительная схема                                                                     |